# Landsforeningen Bedre Psykiatri
BEDRE PSYKIATRI – Landsforeningen for pårørende er en interesseorganisation for pårørende til psykiske syge. Med pårørende forstår foreningen alle, der kender én der har psykiske problemer. Det kan være som forældre, børn, venner, kollegaer eller andet. Foreningen arbejder med en formuleret mission, der hedder ”Vi hjælper dig, så du kan hjælpe dine.”
Foreningen blev stiftet i 1992. I forbindelse med kommunalreformen i 2007 blev foreningens lokalafdelinger ændret fra en amtslig struktur til en kommunal struktur, og Bedre Psykiatri tæller nu godt 50 aktive lokalforeninger.
Bedre Psykiatri samarbejder med en række andre foreninger indenfor pårørende- og psykiatriområdet og er medlem af forskellige nationale og internationale netværk og paraplyorganisationer, bl.a. Det Sociale Netværk og Eufami.